# Pomnik Marynarza w Szczecinie
Pomnik Marynarza  ustawiony jest przy Placu Grunwaldzkim w Szczecinie, w osi alei Jana Pawła II.

## Historia

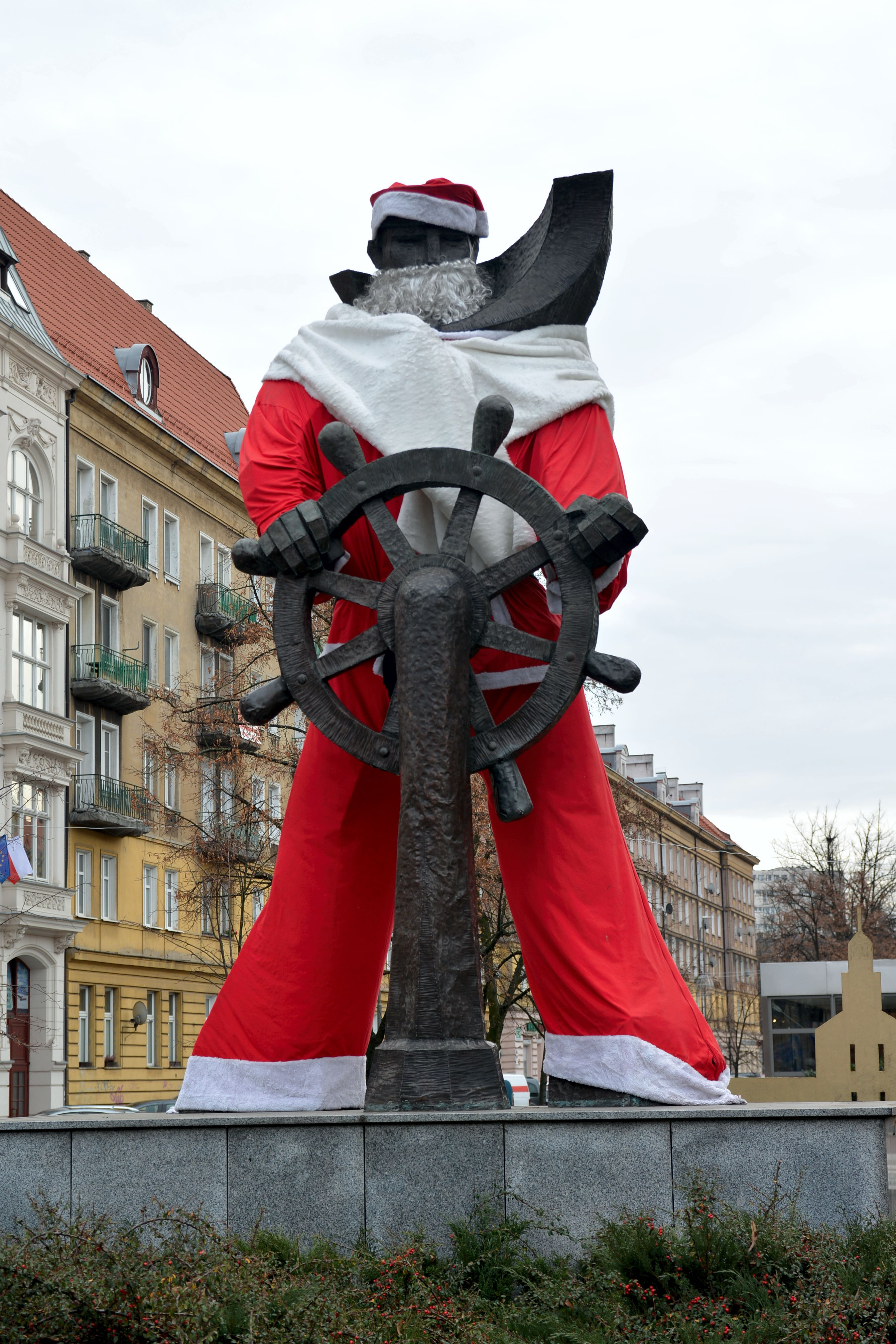
Pomnik Marynarza w świątecznym przebraniu.

Pomnik odsłonięty 19 czerwca 1980 jest dziełem Ryszarda Chachulskiego. Brązowa postać marynarza-sternika z podniesionym kołnierzem przy kole sterowym wykonana jest z blachy miedzianej na cokole z betonu, oblicowanym szaro-granitowymi płytkami.